# St. Maria Magdalena (Brachstadt)

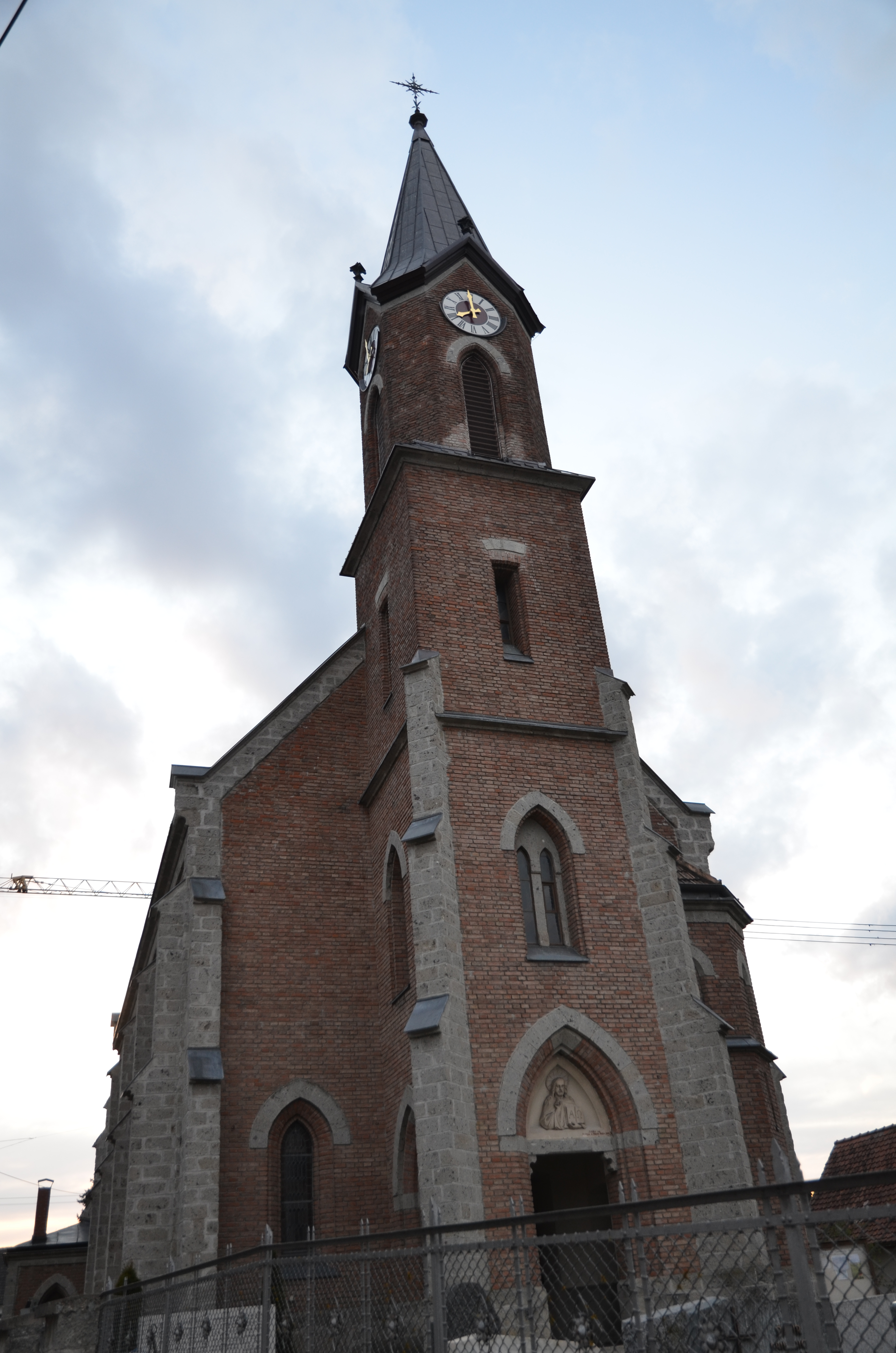
St. Maria Magdalena in Brachstadt

Die evangelisch-lutherische Pfarrkirche St. Maria Magdalena steht in Brachstadt, einem Gemeindeteil von Tapfheim im Landkreis Donau-Ries in Bayern. Das Bauwerk ist in der Liste der Baudenkmäler in Tapfheim als Baudenkmal unter der Nr. D-7-79-218-13 eingetragen. Die Kirchengemeinde gehört zum Evangelisch-Lutherischen Dekanat Donauwörth der Evangelisch-Lutherischen Kirche in Bayern.

## Beschreibung
Die 1895 gebaute neugotische Saalkirche in Backsteingotik besteht aus einem Langhaus, einem eingezogenen, dreiseitig geschlossenen Chor im Westen und einem Fassadenturm auf quadratischem Grundriss im Osten, die alle durch Strebepfeiler aus Quadermauerwerk gestützt werden. Der Fassadenturm wurde mit einem achteckigen Geschoss aufgestockt, um die Turmuhr und den Glockenstuhl für vier Kirchenglocken unterzubringen, und mit einem spitzen Helm bedeckt. 
Der Innenraum des Langhauses ist mit einer Holzbalkendecke überspannt, der des Chors mit einem Sterngewölbe. Auf einem Relief von 1480 ist Maria Magdalena dargestellt. Die sonstige Kirchenausstattung stammt überwiegend aus der Erbauungszeit. Ein Altarretabel hat 1896 Ludwig Thiersch mit dem Abendmahl in Emmaus bemalt.